# Escuela de Arte Tyler
La Escuela de Arte Tyler, es como se conoce a la Escuela de Arte Stella Elkins Tyler  (en inglés: School of Art Tyler), es la escuela de arte de la Universidad de Temple. Fue fundada en 1935.

## Historia
La escuela fue fundada originalmente por los escultores Stella Elkins Tyler (de la familia Widener) y Boris Blai en un recinto separado en Elkins Park. En 2009 la escuela fue reubicada en un nuevo edificio en el campus principal de la Universidad de Temple en Filadelfia, a pesar de las objeciones de los exalumnos, profesores y estudiantes. La Escuela de Arte Tyler confiere el BFA y grados AMF.
Adela Akers es profesora emérita en la Escuela de Arte Tyler.
- Datos: Q7860144
- Multimedia: Tyler School of Art and Architecture / Q7860144